# كاف الجنون

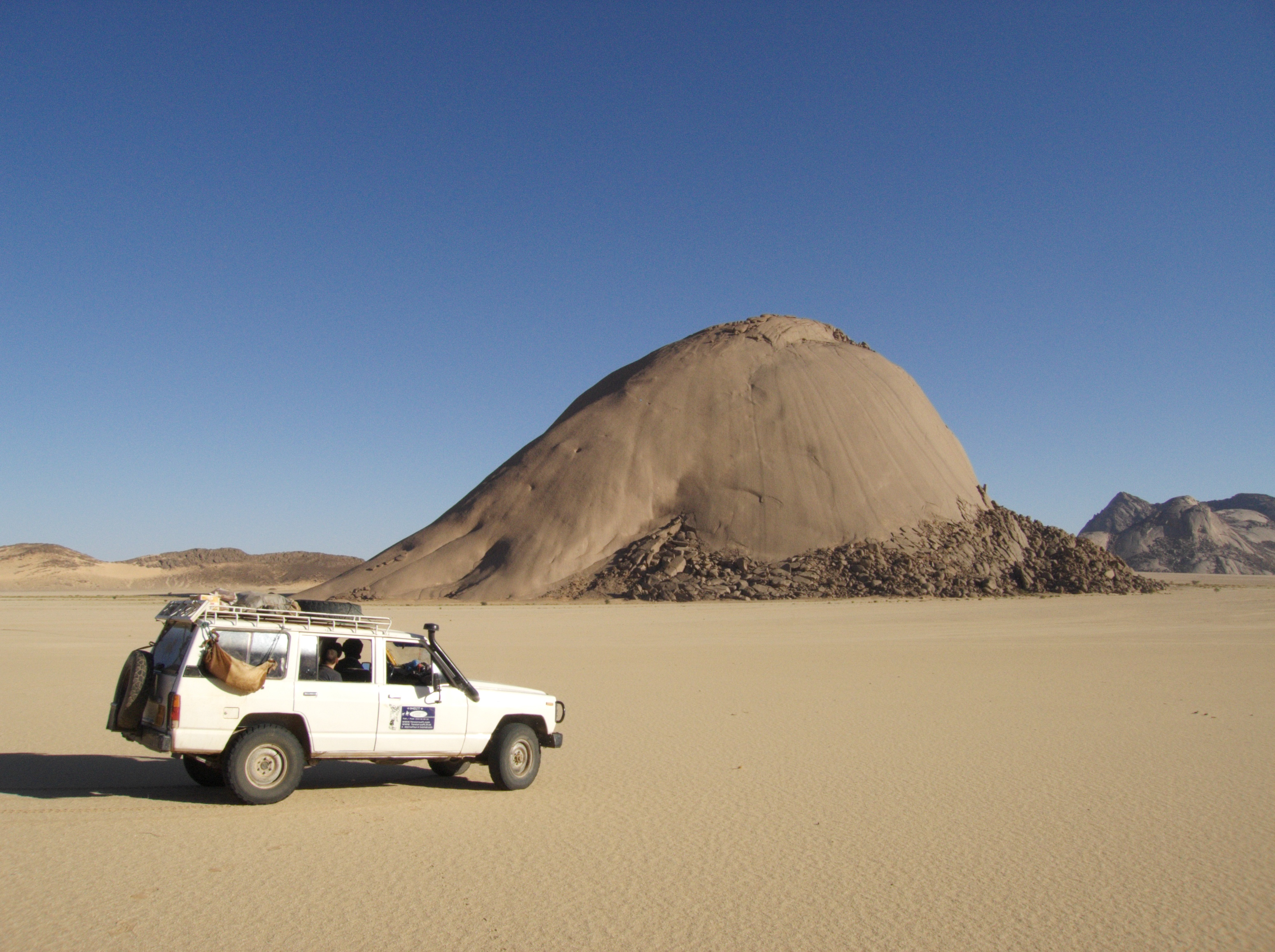

كاف الجنون (المقصود الجن) هو جبل في نواحي غات بليبيا قرابة الحدود الجزائرية.